# Portein
Portein (Reto-Romaans: Purtagn; Italiaans (verouderd): Purtino) is een plaats en voormalige gemeente in het Zwitserse kanton Graubünden, en maakt deel uit van het district Hinterrhein.
Portein telt 21 inwoners.